# Domaine de Valgenceuse
Le Domaine de Valgenceuse est un parc privé de 8 ha, situé  sur le territoire de la commune de Senlis dans le département de l'Oise, sur les bords de la Nonette. Aménagé dès le XVIIe siècle, il comporte un château datant de la fin du XVIIIe siècle.

## Historique
Une des plus anciennes mentions du domaine remonte à 1396, date à laquelle il est acheté par le doyen du Chapitre Saint-Frambourg de Senlis. Celui-ci en fait don au chapitre à sa mort. Ce chapitre le vend en 1582 à la famille Bréguet puis à la famille Brillot. En 1620, le domaine revient à Jean Crochet auquel succède son fils Louis Crochet, conseiller des princes de Condé et archidiacre à Senlis. C'est eux qui font dessiner le premier parc et creuser la pièce d'eau dans le lit de la Nonette. Un certain Lebel, receveur des domaines, acquiert le domaine en 1656 et achève ces aménagements. Il fait construire alors un château aujourd'hui démoli. Les propriétaires se succèdent jusqu'au XIXe siècle par les femmes.
À la fin du XVIIIe siècle, le château est reconstruit dans un style néo-classique. Le jardin régulier est alors transformé en parc paysager aux abords du château, le bosquet du XVIIe siècle étant conservé, agrémenté de fabriques. Au cours du XIXe siècle, Louise-Célina de Junquières (1806-1875), devenue marquise de Giac par mariage, tient un salon littéraire dans le château et le parc : elle y reçoit  Alfred de Vigny, Gérard de Nerval, grand admirateur qui la cite dans ses écrits, puis Alexandre Dumas et Alexandre Dumas fils. Ce dernier fait se dérouler dans le domaine sa nouvelle Césarine. L'orangerie sert alors de théâtre.
Depuis 1964, l'extrémité est du parc est amputé par la construction de l'Autoroute A1.

## Protections et labels
Le domaine est un site classé depuis 1943. L'ensemble comprenant la terrasse, ses balustrades et ses statues  dominant le miroir d'eau fait l’objet d’un classement au titre des monuments historiques depuis le 10 août 1942. Le château, l'orangerie et le reste du parc fait l’objet d’une inscription au titre des monuments historiques depuis le 27 février 1992. Le jardin détient le label jardin remarquable du ministère de la Culture depuis 2004.

## Description
La partie la plus ancienne du château est constituée d'un bosquet de jardin régulier parcouru par des allées de buis datant du XVIIe siècle et d'un miroir d'eau creusé en parallèle du lit de la Nonette. Une terrasse prenant la forme d'un embarcadère assure la transition entre les deux éléments. Le bosquet comprend plusieurs fabriques ajoutées du XIXe siècle : une colonnade issue d'une ancienne église de Senlis, des vasques sur colonne, une glacière traitée sous la forme d'une ruine factice. La terrasse, classée, comporte une balustrade, une statue de déesse et des escaliers descendant vers le miroir d'eau. Les abords du château néo-classique sont traités comme un jardin anglais comportant l'orangerie. On trouve par ailleurs un petit labyrinthe de buis ainsi qu'un potager.
Le château est constitué d'un seul corps de bâtiment surmonté d'un fronton central. Cette façade est est rythmée par des niches comportant des statues en pied ou en buste. Deux petites ailes se distinguent légèrement du seul côté de la façade ouest. Cette même façade comporte une grande terrasse à balustrade reliant les deux ailes.